# Germain Pichault de La Martinière

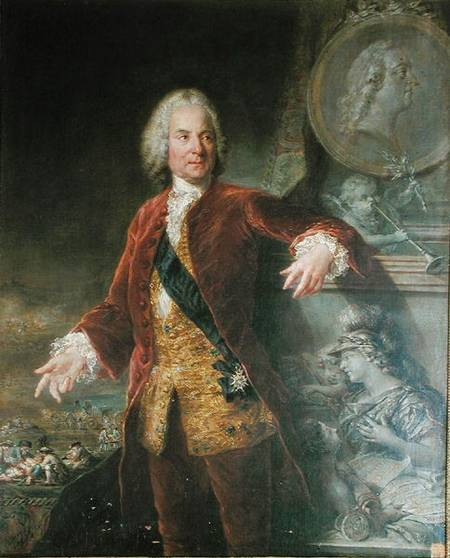
Germain Pichault de La Martinière, porträtt av Francois-Adrien Latinville

Germain Pichault de La Martinière, född 1697 i Argenton-l'Église, Frankrike, död 19 oktober 1783 på familjegodset i Bièvres, var en fransk kirurg och statsämbetsman. Han var livkirurg hos kung Ludvig XV och president i Académie Royale de chirurgie i Paris. Han invaldes 1750 som utländsk ledamot av svenska Vetenskapsakademien.